# 余茂怀
余茂怀（1902年—1956年），字余琪，又名余茂淮、余飞，曾名余先一、余茂德，安徽省黟县西名贤里人，中国共产党早期领导人。陈修良之夫。
早年担任商务印书馆印刷工人，组织五卅运动等暴动。1926年，任上海工人第一次起义武装总指挥。1928年，任中国共产党第六届中央委员会委员，担任中华全国总工会党团成员、全总驻赤色职工国际代表、中共驻共产国际代表团成员。1930年，回国后在安庆被捕投诚。曾企图劝说被捕后的邓中夏。1939年，任三民主义青年团渝支团组长。1947年，任安徽省广德县县长。中华人民共和国成立后，1955年在上海被逮捕，1956年死于上海监狱。